# Lux aeterna (album de William Sheller)
Pour les articles homonymes, voir Lux æterna.
Albums de William Sheller
William Sheller
(1975)
Lux aeterna est une messe de mariage composée en 1969 par William Sheller, enregistrée et sortie en album en 1972 chez CBS.

## Historique
Après avoir composé la bande originale des films Erotissimo de Gérard Pirès en 1968 et de Trop petit mon ami d'Eddy Matalon en 1970, William Sheller décide de réinvestir la totalité des droits de sa chanson My year is a day vendue aux Irrésistibles dans la composition et l’enregistrement d’une messe de mariage pour un couple d’amis,.
Lux aeterna (« lumière éternelle ») est enregistrée en 1969 avec le concours de l'Orchestre National de l'Opéra de Paris et des chœurs de l'O.R.T.F., « une quarantaine de musiciens installés dans un minuscule studio où le batteur est placé dans les WC et les chœurs dans l'escalier ».
Il s'agit d'une œuvre de musique sacrée qui allie musique savante orchestrale avec chœurs et musique pop rock aux arrangements psychédéliques.
Échec commercial à l'époque, se vendant seulement à 2 000 exemplaires, Lux aeterna est devenu depuis un album culte adulé des Japonais.
L'album le fait remarquer par la chanteuse Barbara qui lui demande de faire les arrangements de son album La Louve,.
L'album est réédité en 1975 avec une pochette différente, en 1992 dans la Collection Or, puis en 2007 avec la pochette originale.
Le titre Introït est samplé dans l'album de Hip-hop alternatif Deltron 3030 paru en 2000.

## Titres
| 1.    | Introït                    | 3:21 |
| 2.    | Ave frater, rosae et aurae | 4:23 |
| 3.    | Opus magnum (Part. 1)      | 2:38 |
| 4.    | Opus magnum (Part. 2)      | 3:17 |
| 5.    | Lux aeterna                | 1:30 |
| 6.    | Sous le signe des Poissons | 5:55 |
| 7.    | Hare Krishna               | 6:20 |
| 8.    | Sous le signe du Verseau   | 6:37 |
| 34:14 |                            |      |